# 新美国运动
新美国运动（英語：New American movement，缩写为NAM）是美国历史上的一个新左翼多倾向社会主义和女性主义政治组织，成立于1971年。
该组织一直保持独立运作，直到1983年与迈克尔·哈灵顿领导的民主社会主义组织委员会合并为美国民主社会主义者。